# A Better Life
Pour plus de détails, voir Fiche technique et Distribution.
A Better Life est un film américain réalisé par Chris Weitz, sorti en 2011.

## Fiche technique
- Titre original : A Better Life
- Réalisation : Chris Weitz
- Scénario : Roger L. Simon et Eric Eason
- Photographie : Javier Aguirresarobe
- Musique : Alexandre Desplat
- Pays d'origine :  États-Unis
- Langues originales : anglais et espagnol
- Genre : drame
- Durée : 98 minutes
- Dates de sortie :
  - États-Unis : 24 juin 2011 (sortie limitée)
  - Canada : 15 juillet 2011 (Festival de Toronto)
  - Royaume-Uni : 29 juillet 2011 (sortie limitée)
  - Mexique : 21 octobre 2011

## Distribution
- Demián Bichir : Carlos Galindo
- Eddie 'Piolin' Sotelo : Lui-même
- Joaquín Cosio : Blasco Martinez
- José Julián : Luis Galindo
- Nancy Lenehan : Mrs. Donnely
- Dolores Heredia : Anita
- Tim Griffin : Charlie

## Distinctions

### Récompenses
- ALMA Awards 2011 : Film préféré
- National Board of Review Awards 2011 : Top 10 des films indépendants

### Nominations
- ALMA Awards 2011 : Acteur préféré dans un film
- Oscars 2012 : Oscar du meilleur acteur pour Demián Bichir
- Screen Actors Guild Awards 2012 : Meilleur acteur pour Demián Bichir
- Young Artist Awards 2012 : Meilleur jeune acteur dans un premier rôle au cinéma pour José Julián